# Hrvatski nogometni kup 2009-2010
La Hrvatski nogometni kup 2009./10. (coppa croata di calcio 2009-10) fu la diciannovesima edizione della coppa nazionale croata, fu organizzata dalla Federazione calcistica della Croazia e fu disputata dal agosto 2009 al maggio 2010.
Il detentore era la Dinamo Zagabria, che in questa edizione fu eliminata in semifinale. La Dinamo si rifece vincendo il campionato.
Il trofeo fu vinto dal Hajduk Spalato, al suo quinto titolo nella competizione, la sua quattordicesima coppa nazionale contando anche le nove della Coppa di Jugoslavia. L'Hajduk ottenne l'accesso alla UEFA Europa League 2010-2011.

Dal 16 agosto 2009 all'8 febbraio 2010 gli spalatini furono allenati da Edoardo Reja.
La finalista sconfitta fu il Sebenico, alla sua prima finale (e questa fu la prima volta che ad incontrarsi in finale fossero due squadre della Dalmazia), e, grazie al 4º posto in campionato, si guadagnò la prima qualificazione alla UEFA Europa League.

## Formula e partecipanti
Alla competizione parteciparono le migliori squadre delle divisioni superiori, con la formula dell'eliminazione diretta. I primi turni erano a gara singola, mentre quarti, semifinali e finale erano ad andata e ritorno.
Al turno preliminare accedono le squadre provenienti dalle  Županijski kupovi (le coppe regionali): le 21 vincitrici più le finaliste delle 11 coppe col maggior numero di partecipanti.
Le prime 16 squadre del ranking quinquennale di coppa (63 punti alla vincitrice della coppa, 31 alla finalista, 15 alle semifinaliste, 7 a quelle che hanno raggiunto i quarti, 3 a quelle eliminate agli ottavi, 1 se eliminate ai sedicesimi) sono ammesse di diritto ai sedicesimi di finale.

### Ammesse di diritto ai sedicesimi di finale
Le prime 16 squadre (coi punti) del ranking 2003-2008 entrano di diritto nei sedicesimi della Coppa 2009-10 (il Kamen Ingrad ha cessato l'attività nel 2008):
- 1 Dinamo Zagabria (199)
- 2 Rijeka (159)
- 3 Hajduk Spalato (99)
- 4 Varteks Varaždin (93)
- 5 Slaven Belupo (55)
- 6 Osijek (35)
- 7 Cibalia (33)
- 8 Kamen Ingrad (27)
- 9 NK Zagabria (24)
- 10 Inter Zaprešić (19)
- 11 Istria 1961 (17)
- 12 Segesta (14)
- 13 Pomorac (9)
- 14 Sebenico (9)
- 15 Belišće (9)
- 16 Vinogradar (9)
- 17 HAŠK 1903 (8)

### Le finali regionali
Le Županijski kupovi (le coppe regionali) 2008-2009 hanno qualificato le 32 squadre (segnate in giallo) che partecipano al turno preliminare della Coppa di Croazia 2009-10. Si qualificano le 21 vincitrici più le finaliste delle 11 coppe col più alto numero di partecipanti.
| Regione                                 | Vincitore            | Finalista               | Risultato     |
| --------------------------------------- | -------------------- | ----------------------- | ------------- |
| Regione di Zagabria                     | Bistra               | Dugo Selo               | ?             |
| Regione di Krapina e dello Zagorje      | Gaj Mače             | ?                       | ?             |
| Regione di Sisak e della Moslavina      | Moslavina            | BSK Budaševo            | ?             |
| Regione di Karlovac                     | Karlovac             | ?                       | ?             |
| Regione di Varaždin                     | Podravina Ludbreg    | Plitvica Gojanec        | ?             |
| Regione di Koprivnica e Križevci        | Koprivnica           | Podravac Virje          | ?             |
| Regione di Bjelovar e della Bilogora    | Mladost Ždralovi     | Bjelovar                | ?             |
| Regione litoraneo-montana               | Orijent              | ?                       | ?             |
| Regione della Lika e di Segna           | Nehaj Senj           | ?                       | ?             |
| Regione di Virovitica e della Podravina | Suhopolje            | Virovitica              | 1–0           |
| Regione di Požega e della Slavonia      | Lipik                | Slavija Pleternica      | 1–2 e 2–0     |
| Regione di Brod e della Posavina        | MV Croatia           | Slavonac CO             | ?             |
| Regione zaratina                        | Velebit Benkovac     | Zadar                   | ?             |
| Regione di Osijek e della Baranja       | Olimpija Osijek      | Grafičar-Vodovod Osijek | ?             |
| Regione di Sebenico e Tenin             | Krka Lozovac         | ?                       | ?             |
| Regione di Vukovar e della Sirmia       | Graničar Županja     | Vuteks Sloga            | 5–1           |
| Regione spalatino-dalmata               | RNK Spalato          | ?                       | ?             |
| Regione istriana                        | Rudar Labin          | Rovigno                 | ?             |
| Regione raguseo-narentana               | Konavljanin Čilipi   | ?                       | ?             |
| Regione del Međimurje                   | Mladost Prelog       | Međimurje               | 1–1 (4-2 dtr) |
| Città di Zagabria                       | Hrvatski Dragovoljac | Croatia Sesvete         | ?             |

### Riepilogo
| 1ª Divisione 1.HNL | 2ª Divisione 2.HNL                                                                | 3ª Divisione 3.HNL | Divisioni inferiori |
| --- | --------------------------------------------------------------------------------- | --- | --- |
| dal turno preliminare: |                                                                                   | | |
| Croatia Sesvete Karlovac Međimurje                                                                                                  | Hrvatski Dragovoljac Moslavina RNK Spalato Suhopolje                              | Bjelovar MV Croatia Grafičar-Vodovod Osijek Graničar Županja Konavljanin Čilipi Koprivnica Lipik Mladost Prelog Nehaj Senj Olimpija Osijek Orijent Rovigno Rudar Labin Velebit Benkovac | Bistra BSK Budaševo Dugo Selo Gaj Mače Krka Lozovac Mladost Ždralovi Plitvica Gojanec Podravac Virje Podravina Ludbreg Slavonac CO Vuteks Sloga |
| dai sedicesimi di finale: |                                                                                   | | |
| Cibalia Dinamo Zagabria Hajduk Spalato Inter Zaprešić Istria 1961 Osijek Rijeka Slaven Belupo Sebenico Varteks Varaždin NK Zagabria | Pomorac Segesta Vinogradar                                                        | Belišće HAŠK 1903 | |
| non ammesse: |                                                                                   | | |
| Lokomotiva Zagabria Zadar | Junak Sinj Imotski Lučko Zagabria Mosor Žrnovnica Rudeš Zagabria Solin Vukovar 91 | le altre 38 squadre | tutte le altre squadre |
| 1ª Divisione 1.HNL | 2ª Divisione 2.HNL                                                                | 3ª Divisione 3.HNL | Divisioni inferiori |

### Calendario
| Turno                | Data                             | Numero gare | Squadre | Entrano in questo turno                                                |
| -------------------- | -------------------------------- | ----------- | ------- | ---------------------------------------------------------------------- |
| Turno preliminare    | 25 e 26 agosto 2009              | 16          | 48 → 32 | Vincitrici delle 21 coppe regionali 11 finaliste delle coppe regionali |
| Sedicesimi di finale | 22 e 23 settembre 2009           | 16          | 32 → 16 | Le migliori 16 del ranking                                             |
| Ottavi di finale     | 27 e 28 ottobre 2009             | 8           | 16 → 8  | Nessuna                                                                |
| Quarti di finale     | 25 novembre 2009 9 dicembre 2009 | 8           | 8 → 4   | Nessuna                                                                |
| Semifinali           | 24 marzo 2010 7 aprile 2010      | 4           | 4 → 2   | Nessuna                                                                |
| Finale               | 21 aprile 2010 5 maggio 2010     | 2           | 2 → 1   | Nessuna                                                                |

## Turno preliminare
| Squadra 1               | Risultato             | Squadra 2            |
| ----------------------- | --------------------- | -------------------- |
| 25 e 26 agosto 2009     |                       |                      |
| Grafičar-Vodovod Osijek | 0 – 6                 | Karlovac             |
| MV Croatia              | 5 – 1                 | Bistra               |
| Krka Lozovac            | 0 – 1                 | Plitvica Gojanec     |
| Orijent                 | 2 – 1                 | Podravina Ludbreg    |
| Mladost Ždralovi        | 0 – 5                 | Slavonac CO          |
| Vuteks Sloga            | 2 – 4                 | Rudar Labin          |
| Gaj Mače                | 2 – 5                 | Croatia Sesvete      |
| Koprivnica              | 0 – 0 (dts) (2-4 dtr) | Nehaj Senj           |
| Međimurje               | 2 – 0                 | Hrvatski Dragovoljac |
| Rovigno                 | 0 – 1                 | Moslavina            |
| Velebit Benkovac        | 3 – 2                 | Olimpija Osijek      |
| Graničar Županja        | 2 – 0                 | Podravac Virje       |
| Mladost Prelog          | 2 – 4                 | Lipik                |
| Bjelovar                | 0 – 1                 | RNK Spalato          |
| Konavljanin Čilipi      | 3 – 1                 | Dugo Selo            |
| Suhopolje               | 7 – 0                 | BSK Budaševo         |

## Sedicesimi di finale
| Squadra 1              | Risultato             | Squadra 2          |
| ---------------------- | --------------------- | ------------------ |
| 22 e 23 settembre 2009 |                       |                    |
| Plitvica Gojanec       | 0 – 4                 | Dinamo Zagabria    |
| MV Croatia             | 0 – 2                 | Rijeka             |
| Lipik                  | 3 – 5                 | Hajduk Spalato     |
| Velebit Benkovac       | 0 – 2                 | Varteks Varaždin   |
| RNK Spalato            | 0 – 2                 | Slaven Belupo      |
| Orijent                | 1 – 2                 | NK Zagabria        |
| Rudar Labin            | 5 – 2                 | Cibalia            |
| Graničar Županja       | 1 – 3                 | Osijek             |
| Suhopolje              | 2 – 2 (dts) (8-9 dtr) | Inter Zaprešić     |
| Slavonac CO            | 1 – 5                 | Pomorac            |
| Nehaj Senj             | 0 – 1 (dts)           | Segesta            |
| Croatia Sesvete        | 0 – 1                 | Istria 1961        |
| Karlovac               | 3 – 0                 | HAŠK 1903          |
| Moslavina              | 2 – 0                 | Konavljanin Čilipi |
| Belišće                | 0 – 3                 | Sebenico           |
| Vinogradar             | 4 – 1 (dts)           | Međimurje          |

## Ottavi di finale
La gara fra Dinamo e Vinogradar si sarebbe dovuta svolgere, come stabilito dal sorteggio, a Zagabria. Per non avere uno Stadio Maksimir semivuoto, le due società si sono accordate per giocare al SC Mladina, casa dei "bianco-verdi".
| Squadra 1            | Risultato   | Squadra 2       |
| -------------------- | ----------- | --------------- |
| 27 e 28 ottobre 2009 |             |                 |
| Vinogradar           | 1 – 4       | Dinamo Zagabria |
| Sebenico             | 4 – 0       | Rijeka          |
| Hajduk Spalato       | 5 – 1       | Moslavina       |
| Varteks Varaždin     | 2 – 1       | Karlovac        |
| Istria 1961          | 0 – 1       | Slaven Belupo   |
| NK Zagabria          | 3 – 1       | Segesta         |
| Pomorac              | 9 – 0       | Rudar Labin     |
| Osijek               | 1 – 0 (dts) | Inter Zaprešić  |

## Quarti di finale
| Squadra 1     | Totale | Squadra 2        | Andata     | Ritorno    |
| ------------- | ------ | ---------------- | ---------- | ---------- |
|               |        |                  | 25.11.2009 | 09.12.2009 |
| NK Zagabria   | 1 – 4  | Hajduk Spalato   | 0 – 0      | 1 – 4      |
| Slaven Belupo | 1 – 6  | Varteks Varaždin | 1 – 4      | 0 – 2      |
| Osijek        | 1 – 5  | Sebenico         | 1 – 1      | 0 – 4      |
| Pomorac       | 2 – 5  | Dinamo Zagabria  | 0 – 2      | 2 – 3      |

## Semifinali
| Squadra 1       | Totale | Squadra 2        | Andata     | Ritorno    |
| --------------- | ------ | ---------------- | ---------- | ---------- |
|                 |        |                  | 24.03.2010 | 07.04.2010 |
| Sebenico        | 2 – 0  | Varteks Varaždin | 0 – 0      | 2 – 0      |
| Dinamo Zagabria | 0 – 1  | Hajduk Spalato   | 0 – 0      | 0 – 1      |

## Finale
| Squadra 1      | Totale | Squadra 2 | Andata     | Ritorno    |
| -------------- | ------ | --------- | ---------- | ---------- |
|                |        |           | 21.04.2010 | 05.05.2010 |
| Hajduk Spalato | 4 – 1  | Sebenico  | 2 – 1      | 2 – 0      |

### Andata
| Arbitro: | Kovačić (Križevci) |

|                           |           |                |
| Tičinović 62’ Ibričić 88’ | Marcatori | 65’ (rig.) Zec |

| Hajduk | Šibenik |

|                   |    |                 |  |     |
|                   |    |                 |  |     |
| P                 | 1  | Danijel Subašić |  |     |
| D                 | 5  | Jurica Buljat   |  |     |
| D                 | 17 | Ivan Strinić    |  |     |
| D                 | 18 | Mirko Oremuš    |  | 61’ |
| D                 | 22 | Mario Maloča    |  |     |
| C                 | 10 | Senijad Ibričić |  |     |
| C                 | 20 | Josip Skoko     |  |     |
| C                 | 30 | Marin Ljubičić  |  |     |
| C                 | 50 | Florin Cernat   |  | 70’ |
| C                 | 99 | Anas Sharbini   |  | 83’ |
| A                 | 13 | Ante Vukušić    |  |     |
| A disposizione:   |    |                 |  |     |
| C                 | 24 | Mario Tičinović |  | 61’ |
| C                 | 11 | Srđan Andrić    |  | 70’ |
| C                 | 14 | Marin Tomasov   |  | 83’ |
| Allenatore:       |    |                 |  |     |
| Stanko Poklepović |    |                 |  |     |

|                 |    |                     |  |       |       |
|                 |    |                     |  |       |       |
| P               | 1  | Goran Blažević      |  |       |       |
| D               | 3  | Igor Budiša         |  |       |       |
| D               | 4  | Velimir Vidić       |  |       |       |
| D               | 8  | Ivan Elez           |  |       |       |
| D               | 19 | Ivan Fuštar         |  | 74’   |       |
| C               | 10 | Mehmed Alispahić    |  |       |       |
| C               | 11 | Zeni Husmani        |  |       |       |
| C               | 14 | Stipe Bačelić-Grgić |  | 88’   |       |
| C               | 20 | Arijan Ademi        |  |       |       |
| C               | 24 | Ante Bulat          |  |       |       |
| A               | 7  | Ermin Zec           |  |       |       |
| A disposizione: |    |                     |  |       |       |
| A               | 21 | Ivan Božić          |  | 74’   | 90+1’ |
| C               | 29 | Sandro Bloudek      |  | 88’   |       |
| C               | 17 | Antonio Jakoliš     |  | 90+1’ |       |
| Allenatore:     |    |                     |  |       |       |
| Branko Karačić  |    |                     |  |       |       |

### Ritorno
| Arbitro: | Vučkov (Fiume) |

|  |           |                           |
|  | Marcatori | 16’ Vukušić 90+3’ Ibričić |

| Šibenik | Hajduk |

|                 |    |                     |  |     |
|                 |    |                     |  |     |
| P               | 1  | Goran Blažević      |  |     |
| D               | 3  | Igor Budiša         |  |     |
| D               | 4  | Velimir Vidić       |  |     |
| D               | 18 | Ivan Medvid         |  |     |
| C               | 11 | Zeni Husmani        |  | 71’ |
| C               | 14 | Stipe Bačelić-Grgić |  |     |
| C               | 20 | Arijan Ademi        |  |     |
| C               | 24 | Ante Bulat          |  |     |
| C               | 29 | Sandro Bloudek      |  | 62’ |
| A               | 7  | Ermin Zec           |  |     |
| A               | 9  | Jusuf Dajić         |  | 46’ |
| A disposizione: |    |                     |  |     |
| D               | 19 | Ivan Fuštar         |  | 46’ |
| D               | 8  | Ivan Elez           |  | 62’ |
| C               | 17 | Antonio Jakoliš     |  | 71’ |
| Allenatore:     |    |                     |  |     |
| Branko Karačić  |    |                     |  |     |

|                   |    |                 |  |     |
|                   |    |                 |  |     |
| P                 | 1  | Danijel Subašić |  |     |
| D                 | 5  | Jurica Buljat   |  |     |
| D                 | 17 | Ivan Strinić    |  |     |
| D                 | 22 | Mario Maloča    |  |     |
| D                 | 26 | Goran Rubil     |  |     |
| C                 | 10 | Senijad Ibričić |  |     |
| C                 | 11 | Srđan Andrić    |  |     |
| C                 | 18 | Mirko Oremuš    |  | 46’ |
| C                 | 20 | Josip Skoko     |  | 79’ |
| C                 | 99 | Anas Sharbini   |  | 85’ |
| A                 | 13 | Ante Vukušić    |  |     |
| A disposizione:   |    |                 |  |     |
| C                 | 30 | Marin Ljubičić  |  | 46’ |
| D                 | 11 | Boris Pandža    |  | 79’ |
| C                 | 24 | Mario Tičinović |  | 85’ |
| Allenatore:       |    |                 |  |     |
| Stanko Poklepović |    |                 |  |     |

## Marcatori
| Pos. | Giocatore       | Squadra         | Reti |
| ---- | --------------- | --------------- | ---- |
| 1    | Senijad Ibričić | Hajduk Spalato  | 8    |
| 2    | Ermin Zec       | Sebenico        | 6    |
| 3    | Marko Lepinjica | Rudar Labin     | 5    |
| 4    | Andrej Kramarić | Dinamo Zagabria | 4    |
| 4    | Mario Tičinović | Hajduk Spalato  | 4    |
| 4    | Niko Tokić      | Karlovac        | 4    |